# Trekkervissen
Trekkervissen of Balistidae komen voor in ondieper water van koraalriffen van de Indische Oceaan, Rode Zee en Stille Oceaan, en in warmere delen van de Atlantische Oceaan.

## Anatomie
De naam trekkervis ontlenen zij aan de grote vinstraal die (net als de trekker van een geweer) door middel van een palgewricht overeind kan worden gehouden. Hiermee kunnen zij zich bij gevaar in een rotsspleet vastklemmen. De borstvinnen zijn klein. De anatomie van de trekkervis weerspiegelt zijn typische dieet van langzaam bewegende, op de bodem levende kreeftachtigen, weekdieren, zee-egels en andere stekelhuidigen, meestal wezens met beschermende schelpen en stekels. Velen vangen ook kleine vissen en sommige, met name de leden van het geslacht Melichthys, voeden zich met algen.Zij hebben sterke witte tanden waarmee zij een harde prooi, zoals een schelp of zee-egel, of koraal kunnen stukbijten. Hun kleine ogen zijn boven op de kop geplaatst, en kunnen onafhankelijk van elkaar bewegen. Zij hebben een stevige geschubde huid.

## Gedrag
Het voedsel wordt vaak op zandbodems gezocht, waarbij zij met een uit de bek gespoten waterstraal het zand omwoelen. Sommige soorten bewaren hun eieren in groeven of kuilen in het zand, waar ze de eieren tot het uitkomen bewaken. Zij leven vaak solitair, en kunnen agressief zijn tegenover soortgenoten, maar ook tegenover duikers die te dicht bij komen, als zij hun broedsel verzorgen.
Dit gedrag is vooral kenmerkend voor het mannetje Balistoides viridescens, de grootste soort der trekkervissen die wel 75 cm lang kan worden.

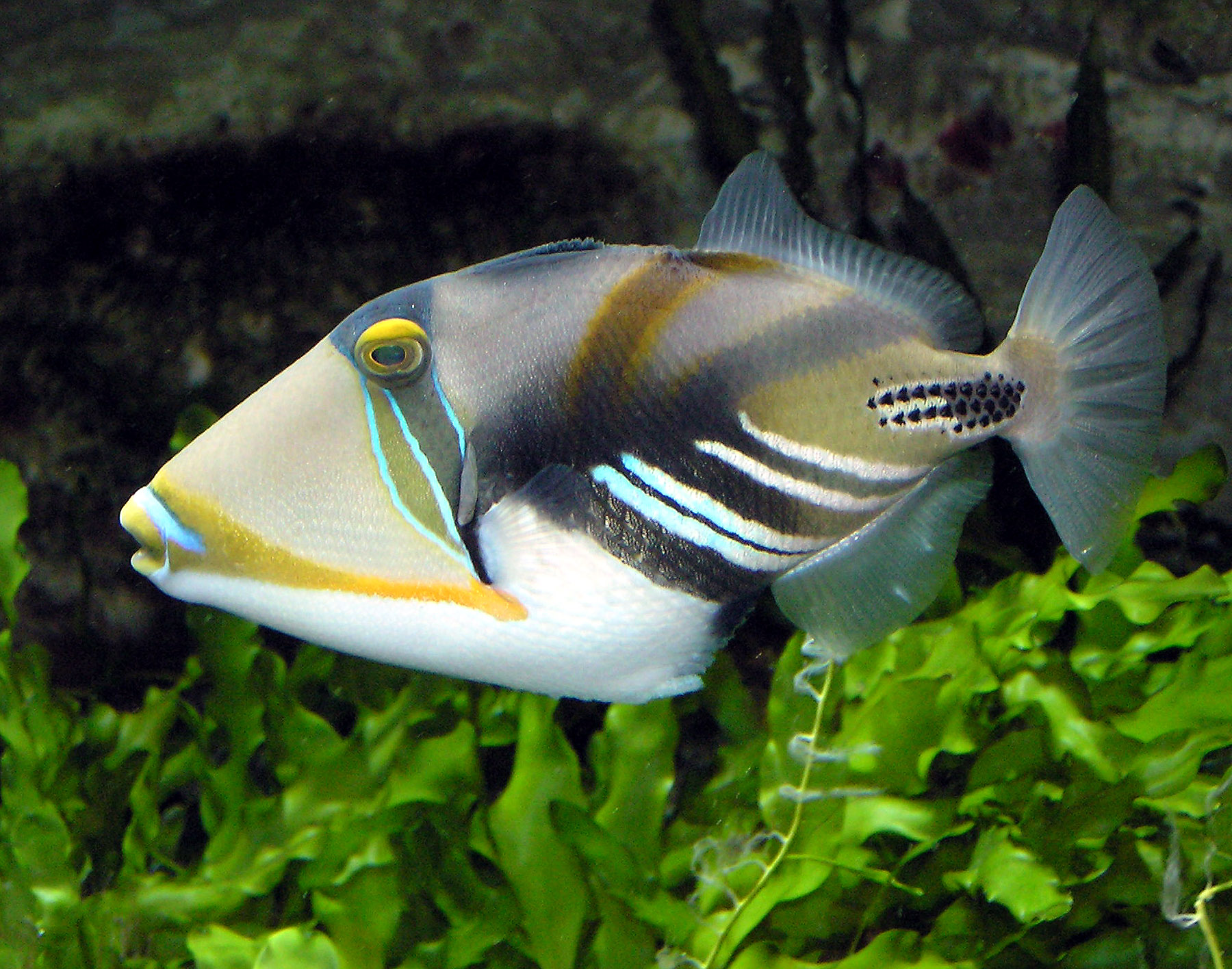
Rhinecanthus aculeatus (picassotrekkervis)

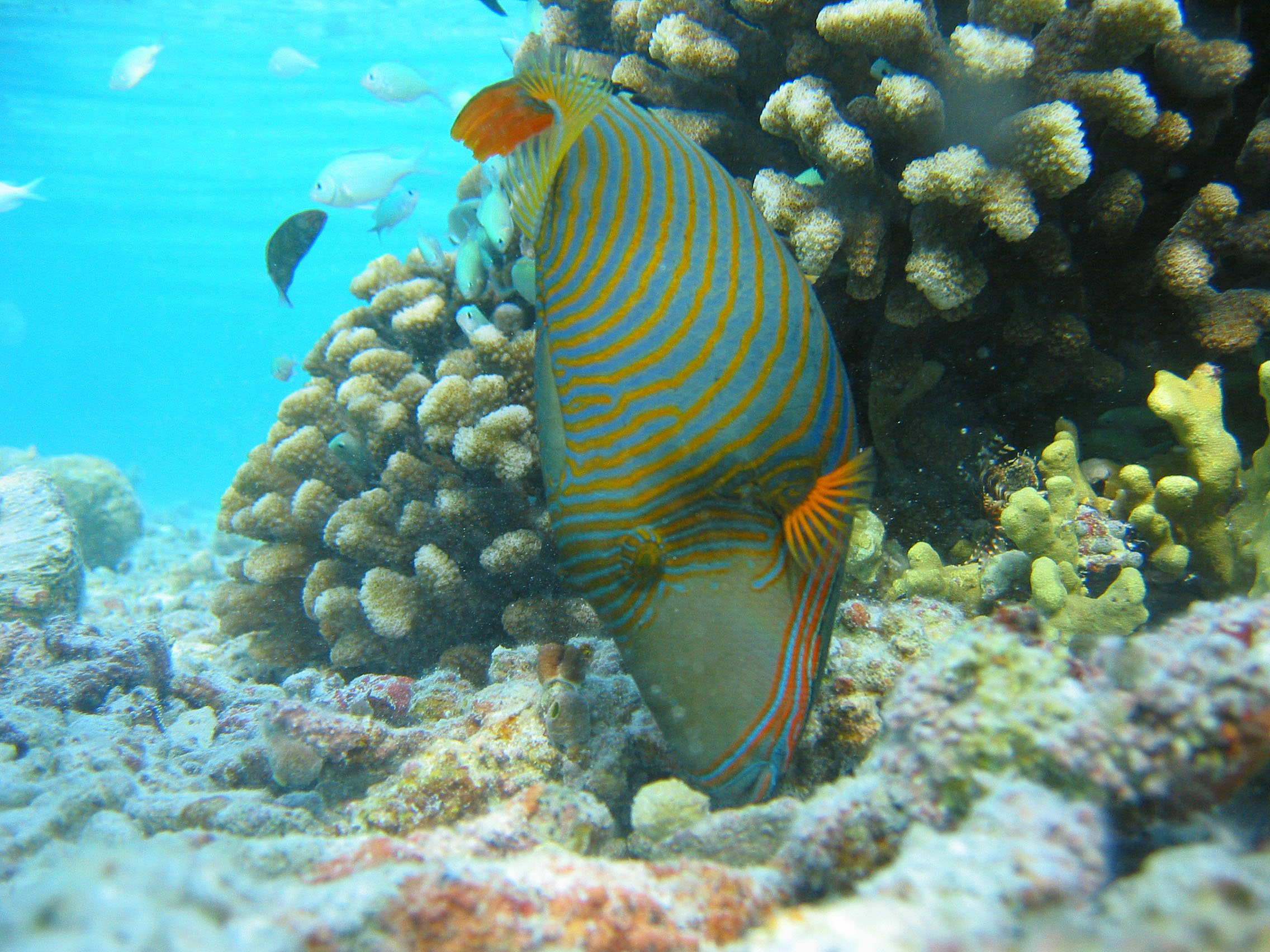
Balistapus undulatus

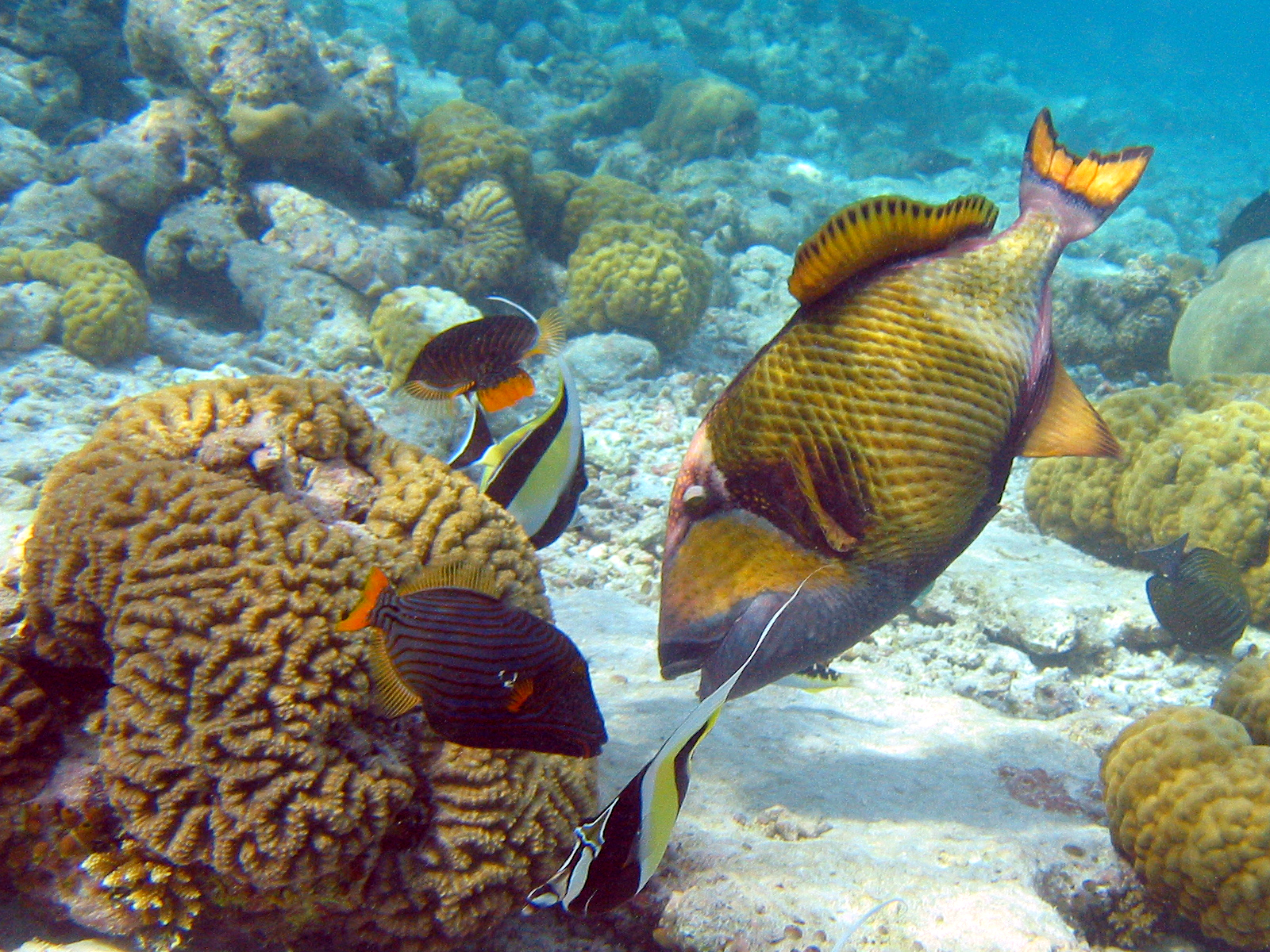
Balistoides viridescens

## Geslachten
- Abalistes D. S. Jordan & Seale, 1906
- Balistapus Tilesius, 1820
- Balistes Linnaeus, 1758
- Balistoides Fraser-Brunner, 1935
- Canthidermis Swainson, 1839
- Melichthys Swainson, 1839
- Odonus Gistel, 1848
- Pseudobalistes Bleeker, 1865
- Rhinecanthus Swainson, 1839
- Sufflamen D. S. Jordan, 1916
- Xanthichthys Kaup, 1856
- Xenobalistes Matsuura, 1981

## Referentie
- (en) Balistidae. FishBase. Ed. Rainer Froese and Daniel Pauly. December 2005 version. N.p.: FishBase, 2005.